# Ellen Allien
Ellen Fraatz es una DJ y productora alemana de música electrónica, conocida mayormente por su seudónimo Ellen Allien. Reside en Berlín y es la fundadora del famoso sello BPitch Control. Canta en idioma inglés y alemán y ha dicho que su gran influencia a la hora de componer y crear música ha sido la ciudad de Berlín después de la caída del muro debido a la riqueza cultural generada a partir de la unificación. Entre los estilos que mezcla y produce se encuentran el techno, el electro, el minimal y experimental.

## Historia
- 1989 Ellen Allien vive en Londres por un año donde entra en contacto por primera vez con la música electrónica. Cuando regresa a Berlín el género se ha vuelto popular en Alemania.

- 1992 Se convierte en DJ residente en Bunker, Tresor y E-Werk.

Al mismo tiempo empieza su propio show en la radio en la estación berlinesa Kiss-FM y crea su propio sello discográfico llamado "Braincandy." Debido a discrepancias con las ventas de los discos, Ellen renuncia al nombre en 1997 y empieza a organizar fiestas con el nombre "B Pitch".
- 1999 Ellen Allien crea su sello discográfico "BPitch Control". Con publicaciones de Sascha Funke y Tok Tok, el sello se convirtió muy popular en la escena.

- 2001 Ellen Allien lanza su primer álbum "Stadtkind" (City Child).

- 2003 Lanza "Berlinette" con colaboraciones de Apparat.

- 2005 Lanza "Thrills".

- 2005 Allien crea un subsello bajo bpitch control para minimal tech y minimal house, llamado "Memo Musik", los primeros artistas son Ben Klock, y Zander VT.

- 2006 Forma un dúo con el productor alemán Apparat llamado Ellen Allien & Apparat ese mismo año lanzan Orchestra Of Bubbles.

- 2008 Lanzamiento en mayo de "Sool"

## Discografía

### Álbumes
- 2001 - Stadtkind (BPC021)
- 2003 - Berlinette (BPC065)
- 2004 - Remix Collection (BPC080)
- 2005 - Thrills (BPC106)
- 2006 - Orchestra of Bubbles (BPC125)
- 2008 - Sool (BPC175)
- 2010 - Dust (BPC217)
- 2013 - LISm (BPC264)

### EP / Sencillos
- 1995 - Ellen Allien EP (XAMP03)
- 1995 - Yellow Sky Vol. II (MFS7074-0)
- 1997 - Be Wild (BRAINCANDY002)
- 1997 - Rockt Krieger (BRAINCANDY003)
- 2000 - Last Kiss '99 (BPC008)
- 2000 - Dataromance (BPC013)
- 2001 - Dataromance (Remixes) (BPC029)
- 2001 - Stadtkind (Remixes) (BPC030)
- 2002 - Erdbeermund (BPC041)
- 2003 - Trash Scapes (Remixes) (BPC066)
- 2003 - Alles Sehen (Remixes) (BPC073)
- 2004 - Astral (BPC085)
- 2005 - Magma (BPC105)
- 2005 - Your Body Is My Body (BPC113)
- 2006 - Just A Man / Just A Woman (with Audion) (SPC36)
- 2006 - Down (Remixes) (BPC116)
- 2006 - Turbo Dreams (BPC124)
- 2006 - Way Out (Remixes) (BPC129)
- 2006 - Jet (Remixes) (BPC135)
- 2007 - Go (BPC160)
- 2008 – "Sprung / Its" (BPC176)
- 2008 – "Out Remixes" (BPC178)
- 2008 – "Elphine Remixes" (BPC181)
- 2008 – "Ondu / Caress" (BPC186)
- 2009 – "Lover" (BPC199)
- 2010 – "Pump" (BPC209)
- 2010 – "Flashy Flashy" (BPC216)
- 2011 – "Dust (remixes)" EP (BPC232)
- 2014 – "Free Nation" con Thomas Müller (BPC282)
- 2014 – "Freak" EP (BPC300)

### Mix CD
- 2001 - Flieg mit Ellen Allien ("Fly with Ellen Allien")
- 2002 - Weiss.Mix ("White mix")
- 2004 - My Parade
- 2007 - Fabric 34: Ellen Allien
- 2007 - Time Out Presents - The Other Side: Berlin
- 2007 - Bpitch Control Camping Compilation 03
- 2008 - Boogybytes, vol. 04
- 2010 - Watergate 05

### Remixes
- 1996 - Gut-Humpe – Butterpump (Ellen Allien rmx)
- 1996 - Gut-Humpe – Butter (Ellen Allien dub)
- 2001 - Malaria! – Eifersucht (Ellen Allien rmx)
- 2001 - Miss Kittin & Goldenboy – Rippin Kittin (Ellen Allien rmx)
- 2001 - PeterLicht – Die Transsylvanische Verwandte Ist Da (Ellen Allien Fun Maniac mix)
- 2002 - Covenant – Bullet (Ellen Allien rmx)
- 2003 - Apparat – Koax (Ellen Allien rmx)
- 2003 - Barbara Morgenstern – Aus Heiterem Himmel (Ellen Allien rmx)
- 2003 - OMR – The Way We Have Chosen (Ellen Allien rmx)
- 2003 - Sascha Funke – Forms And Shapes (Ellen Allien rmx)
- 2003 - Vicknoise – Chromosoma 23 (Ellen Allien rmx)
- 2004 - Gold Chains – Let's Get It On (Ellen Allien rmx)
- 2004 - Gudrun Gut – Butterfly (Ellen Allien Butter dub mix)
- 2004 - Miss Yetti – Marguerite (Ellen Allien rmx)
- 2004 - Neulander – Sex, God + Money (Ellen Allien rmx)
- 2005 - George Thompson – Laid Back Snack Attack (Ellen Allien Via mix)
- 2006 - Audion – Just A Man (Ellen Allien rmx)
- 2007 - Beck – Cellphone's Dead (Ellen Allien rmx)
- 2007 - Louderbach – Season 6 (Ellen Allien Away rmx)
- 2007 - Safety Scissors – Where Is Germany And How Do I Get There (Ellen Allien Germany rmx)
- 2009 - Uffie – Pop The Glock (Ellen Allien Bang The Glock Mix 2009)
- 2011 - Aux 88 Present Black Tokyo – Real to Reel (Ellen Allien Remix)
- 2012 - Telefon Tel Aviv – The Birds (Ellen Allien Remix)
- 2014 - Shinedoe – Panomanic (Ellen Allien Remix)